# Wattenheim
Wattenheim là một đô thị thuộc huyện Bad Dürkheim, trong bang Rheinland-Pfalz, phía tây nước Đức. Đô thị Wattenheim có diện tích 12,53 km², dân số thời điểm ngày 31 tháng 12 năm 2006 là 1637 người.